# Dilobopterus bracteatula
Dilobopterus bracteatula är en insektsart som först beskrevs av Jacobi 1905.  Dilobopterus bracteatula ingår i släktet Dilobopterus och familjen dvärgstritar. Inga underarter finns listade i Catalogue of Life.